# Kloster Santa Maria di Mirteto
Kloster Santa Maria di Mirteto war eine Zisterzienserabtei in der Toskana in Italien. Es lag rund 8 km nordöstlich von Pisa in der gleichnamigen Provinz in 295 m Meereshöhe im Monte Pisano oberhalb der Ortschaft Asciano, 4 km von Bagni di San Giuliano. Jedoch wird auch eine Lage zwischen Ninfa und Norma am Monte Mirteto in der Provinz Latina angegeben.

## Geschichte
Möglicherweise bestand vor der Gründung des Zisterzienserklosters, die gegen 1227 erfolgt sein muss, bereits ein kleineres Vorgängerkloster. In einer Bulle des Papsts Gregor IX. aus dem Jahr 1227 wird die Zisterzienserabtei erstmals genannt. In den Statuten des Generalkapitels von 1257 ist von einer Bitte um Aufnahme in den Orden die Rede. Mutterkloster soll das Kloster Fontevivo bei Parma gewesen sein, womit das Kloster der Filiation der Primarabtei Clairvaux angehört hätte. Im Jahr 1258 ist dagegen nurmehr von einem Prior die Rede, jedoch wird in den Statuten des Generalkapitels von 1279 die Abtei nochmals genannt. 1360 war das Kloster noch mit einem einzigen Mönch besetzt. Es wird vermutet, dass die Ausstattung des Klosters nicht ausreichte, eine selbstständige Abtei aufrechtzuerhalten. Gegen Ende des 14. Jahrhunderts wurde das Kloster wohl dem nahegelegenen Kloster San Michele della Verruca inkorporiert, das vor 1497 unterging. Die Kirche diente noch 1812 als privates Oratorium der Familie Ricci. Nachdem die Ansiedlung verlassen wurde, ist die Anlage verfallen.

## Bauten und Anlage
Das Kloster zeigt noch seine mittelalterliche Anordnung. Neben der Kirche sind noch Reste der Klostergebäude, der Kornspeicher und der Olivenpresse erhalten. Die Kirche ist ein Apsidensaal und enthält einige Skulpturen aus dem Hochmittelalter.